# Баранов, Платон Иванович
Платон Иванович Баранов (1827—1884) — российский историк и архивист; директор Сенатского архива (ныне Российский государственный исторический архив).

## Биография
Платон Баранов родился 20 октября 1827 года; из дворян. Отец — Баранов Иван Николаевич (1794—1872), помещик, генерал-майор, уездный предводитель дворянства.
Обучался в Императорском училище правоведения, службу начал в канцелярии VIII департамента Сената и с 1865 года до смерти состоял директором Сенатского архива, который и привел в значительно лучшее состояние, чем он был при его предшественниках.
В 1872 году Баранов предпринял с Высочайшего разрешения, издание описи Высочайших повелений, хранящихся в Сенатском архиве, со времени учреждения сената, под заглавием «Архив Правительствующего Сената». Всего с 1872 по 1878 г. вышло три тома «Архива», из которых первый заключает: Опись именным Высочайшим указам и повелениям царствования Императора Петра Великого, 1704—1725 г.; второй — опись Высочайшим указам и повелениям, хранящимся в Санкт-Петербургском сенатском архиве, за XVIII век, 1725—1740 гг. (с тремя портретами: Екатерины І, Петра II и Анны Иоанновны), и третий — опись Высочайшим указам и повелениям, за 1740—1762 г.; с указателями. Несмотря на то, что эти «описи» представляют только перечни заголовков указов и повелений, с указанием где какое повеление находится в архиве, они весьма важны, так как открыли множество новых актов, имеющих отношение ко всем сторонам жизни. Достаточно указать например на III том, в котором из 4280 заголовков указов и повелений оказалось не вошедших в полное собрание законов — 3742 акта.
По поводу рецензий на эти описи, в «Русской старине» в № 3 за 1879 год, П. И. Барановым было напечатано отдельной брошюрою (1879 год) возражение, достаточно разъясняющее цели и мотивы, которыми он руководствовался при издании своего труда. «Описи» его для царствования Екатерины II остались при жизни автора лишь в рукописях.
Составляя указатели имен к «Описи», П. Баранов начал собирать формуляры сенаторов, с целью составления их общего словаря, но при жизни успел издать только биографию Михаила Андреевича Балугьянского (СПб., 1882). Оставшиеся же после него материалы перешли в собственность его племянника П. Н. Семенова, который часть их напечатал в «Чтениях Московского общества истории и древностей российских» за 1886 год и отдельно, под заглавием: «Биографические очерки сенаторов по материалам, собранным П. И. Барановым», а остальное все приобретено А. А. Половцовым, как материал для «Русского биографического словаря».
Помимо этого Баранов опубликовал в «Русской Старине» следующие материалы: «Распоряжение Петра Великого о вознаграждении за археологические находки» (1872 г., т. VI); «Царица Прасковья Федоровна и ее дочери; их письма к В. Ф. Салтыкову, 1721—1723 г.» (ib.) и «Герцогиня Анна Иоанновна до восшествия на престол в ее письмах, 1726—1729 г.» (1884 г., т. XLIV).
Помещик Боровского уезда Калужской губернии (сельцо Малахово с деревнями).
Жена — княжна Мария Борисовна Сонцова-Засекина, дочь поручика князя Бориса Михайловича Сонцова-Засекина
Платон Иванович Баранов умер 24 декабря 1884 года. Похоронен на Никольском кладбище Александро-Невской Лавры.